# Stormberg (Namibia)
Der Stormberg ist mit 2424 m der sechsthöchste Berg in Namibia. Er befindet sich südöstlich von Windhoek in den Auasbergen, einer rund 50 km langen und 10 km breiten Gebirgskette, deren Kammlinie durchschnittlich auf 2000 m Höhe liegt (maximale Höhe: Moltkeblick mit knapp 2500 m).